# Santa Maria Assunta delle Suore di San Giovanni Battista
Capella di Santa Maria Assunta delle Suore di San Giovanni Battista ou Capela de Nossa Senhora da Assunção das Irmãs de São João Batista é uma capela de Roma, Itália, localizada no rione Prati, na viale Giulio Cesare. É dedicada a Nossa Senhora da Assunção e uma igreja anexa da paróquia de Santa Maria del Rosario in Prati. É por vezes chamada, incorretamente, de San Giovanni Battista ai Prati por causa do nome da congregação das irmãs batistinas.
A severa fachada neo-românica apresenta quatro pilastras dóricas que se erguem de altos plintos de ambos os lados do portal até o frontão segmentado, cuja porção central está um pouco recuada. Seus capiteis invadem o entablamento. Há ainda uma alta janela lanceta de topo arredondado entre cada par de pilastras e uma janela do tipo olho-de-boi sobre a entrada e abaixo do entablamento. A moldura da porta em pedra tem uma cornija superimposta e, sobre ela, está uma janela em forma de meia-lua emoldurada por dois largos pilares que sustentam ainda outra protuberante cornija. Esta, por sua vez, sustenta um brasão.